# Winston-Salem Open 2017 - Qualificazioni singolare
Le qualificazioni del singolare del Winston-Salem Open 2017 sono state un torneo di tennis preliminare per accedere alla fase finale della manifestazione. I vincitori dell'ultimo turno sono entrati di diritto nel tabellone principale. In caso di ritiro di uno o più giocatori aventi diritto a questi sono subentrati i lucky loser, ossia i giocatori che hanno perso nell'ultimo turno ma che avevano una classifica più alta rispetto agli altri partecipanti che avevano comunque perso nel turno finale.

## Teste di serie
1. Kyle Edmund (qualificato)
2. Rogério Dutra Silva (qualificato)
3. Ruben Bemelmans (primo turno)
4. Márton Fucsovics (qualificato)

1. Alex de Minaur (primo turno)
2. Dominik Köpfer (ultimo turno, Lucky loser)
3. Jonathan Eysseric (ultimo turno, Lucky loser)
4. Alex Bolt (qualificato)

## Qualificati
1. Kyle Edmund
2. Rogério Dutra Silva

1. Alex Bolt
2. Márton Fucsovics

### Lucky loser
1. Dominik Köpfer

1. Jonathan Eysseric

## Tabellone

### Legenda
| - Q = Qualificato - WC = Wild card - LL = Lucky loser | - ALT = Alternate - SE = Special Exempt - PR = Protected Ranking | - w/o = Walkover - r = Ritirato - d = Squalificato |

### Sezione 1
|  | Primo turno | Primo turno       | Primo turno       | Primo turno | Primo turno |  |  | Ultimo turno | Ultimo turno      | Ultimo turno      | Ultimo turno | Ultimo turno |  |
|  |             |                   |                   |             |             |  |  |              |                   |                   |              |              |  |
|  | 1/Alt       | Kyle Edmund       | Kyle Edmund       | 7           | 6           |  |  |              |                   |                   |              |              |  |
|  |             | Max Purcell       | Max Purcell       | 62          | 4           |  |  | 1/Alt        | Kyle Edmund       | Kyle Edmund       | 6            | 6            |  |
|  |             | Facundo Mena      | Facundo Mena      | 3           | 4           |  |  | 7            | Jonathan Eysseric | Jonathan Eysseric | 3            | 1            |  |
|  | 7           | Jonathan Eysseric | Jonathan Eysseric | 6           | 6           |  |  |              |                   |                   |              |              |  |

### Sezione 2
|  | Primo turno | Primo turno         | Primo turno | Primo turno | Primo turno |  |  | Ultimo turno | Ultimo turno        | Ultimo turno        | Ultimo turno | Ultimo turno |  |
|  |             |                     |             |             |             |  |  |              |                     |                     |              |              |  |
|  | 2           | Rogério Dutra Silva | 4           | 7           | 7           |  |  |              |                     |                     |              |              |  |
|  |             | Gonzalo Escobar     | 6           | 64          | 5           |  |  | 2            | Rogério Dutra Silva | Rogério Dutra Silva | 6            | 6            |  |
|  |             | Franko Škugor       | 6           | 64          | 3           |  |  | 6            | Dominik Köpfer      | Dominik Köpfer      | 4            | 4            |  |
|  | 6           | Dominik Köpfer      | 2           | 7           | 6           |  |  |              |                     |                     |              |              |  |

### Sezione 3
|  | Primo turno | Primo turno      | Primo turno      | Primo turno | Primo turno |  |  | Ultimo turno | Ultimo turno | Ultimo turno | Ultimo turno | Ultimo turno |  |
|  |             |                  |                  |             |             |  |  |              |              |              |              |              |  |
|  | 3           | Ruben Bemelmans  | 63               | 6           | 6           |  |  |              |              |              |              |              |  |
|  | WC          | Borna Gojo       | 7                | 3           | 7           |  |  | WC           | Borna Gojo   | 0            | 6            | 1            |  |
|  | WC          | Skander Mansouri | Skander Mansouri | 612         | 2           |  |  | 8            | Alex Bolt    | 6            | 3            | 6            |  |
|  | 8           | Alex Bolt        | Alex Bolt        | 7           | 6           |  |  |              |              |              |              |              |  |

### Sezione 4
|  | Primo turno | Primo turno      | Primo turno      | Primo turno | Primo turno |  |  | Ultimo turno | Ultimo turno     | Ultimo turno     | Ultimo turno | Ultimo turno |  |
|  |             |                  |                  |             |             |  |  |              |                  |                  |              |              |  |
|  | 4           | Márton Fucsovics | Márton Fucsovics | 6           | 6           |  |  |              |                  |                  |              |              |  |
|  |             | Nicolaas Scholtz | Nicolaas Scholtz | 1           | 2           |  |  | 4            | Márton Fucsovics | Márton Fucsovics | 6            | 6            |  |
|  | PR          | Kevin King       | Kevin King       | 6           | 6           |  |  | PR           | Kevin King       | Kevin King       | 2            | 4            |  |
|  | 5           | Alex de Minaur   | Alex de Minaur   | 1           | 2           |  |  |              |                  |                  |              |              |  |